# 埃爾拉赫湖 (卡爾斯魯厄)
48°59′04″N 8°25′46″E / 48.984417°N 8.429518°E
埃爾拉赫湖（德語：Erlachsee），是德國的湖泊，位於該國西南部，由巴登-符騰堡州負責管轄，處於卡爾斯魯厄以南，長0.5公里、寬0.2公里，面積0.07平方公里，湖岸線長度1.4公里，最大水深13米。